# Neoteristis
Neoteristis là một chi bướm đêm thuộc họ Geometridae.